# Cécile Ngambi
Cécile Ngambi (* 15. November 1960) ist eine ehemalige kamerunische Leichtathletin, die sich auf den Hürdenlauf spezialisiert hat und auch in anderen Disziplinen erfolgreich war.

## Sportliche Laufbahn
Erste internationale Erfahrungen sammelte Cécile Ngambi vermutlich im Jahr 1980, als sie als erste Frau aus Kamerun an den Olympischen Sommerspielen in Moskau teilnahm und dort im Fünfkampf mit 3832 Punkten auf den 17. Platz gelangte. Im Jahr darauf belegte sie beim IAAF World Cup in Rom in 14,16 s den neunten Platz im 100-Meter-Hürdenlauf und gelangte mit der 4-mal-100-Meter-Staffel mit 46,15 s auf Rang sieben. 1984 nahm sie erneut an den Olympischen Sommerspielen in Los Angeles teil und schied dort mit 13,70 s im Halbfinale über 100 m Hürden aus. Zudem erreichte sie auch im 100-Meter-Lauf das Semifinale, in dem sie mit 11,91 s ausschied. Im Jahr darauf gewann sie bei den Afrikameisterschaften in Kairo in 13,81 s die Silbermedaille im Hürdenlauf hinter der Nigerianerin Maria Usifo. Daraufhin trat sie nicht mehr international in Erscheinung.
In den Jahren 1982, 1984 und 1985 wurde Ngambi kamerunische Meisterin im 100-Meter-Lauf sowie 1982 über 200 Meter und 1985 im 400-Meter-Lauf. 1983 und 1984 wurde sie Landesmeisterin im 100-Meter-Hürdenlauf sowie von 1983 bis 1985 im Weitsprung sowie 1983 und 1984 auch im Hochsprung.